# Renault Type AH
Der Renault Type AH war ein frühes Personenkraftwagenmodell von Renault. Er wurde auch 10 CV genannt.

## Beschreibung
Dieses Modell löste den Renault Type Y ab. Die nationale Zulassungsbehörde erteilte am 2. November 1905 die Zulassung. Die Produktion lief bis 1907. Nachfolger wurde der Renault Type AM.
Ein wassergekühlter Vierzylindermotor mit 75 mm Bohrung und 120 mm Hub leistete aus 2121 cm³ Hubraum 10 oder 10 bis 14 PS. Die Motorleistung wurde über eine Kardanwelle an die Hinterachse geleitet. Die Höchstgeschwindigkeit war je nach Übersetzung mit 37 km/h bis 57 km/h angegeben.
Bei einem Radstand von 272 cm war das Fahrzeug 380 cm lang und 160 cm breit. Das Fahrgestell wog 750 kg, das Komplettfahrzeug 1300 kg. Limousine, Landaulet, Doppelphaeton, Phaeton und Kastenwagen sind überliefert.
Der Preis für ein Fahrgestell betrug 1906 9000 Franc und 1907 9500 Franc.